# Филимоново (Фатьяновский сельский округ)
Филимоново — село в Ростовском районе Ярославской области, входит в состав сельского поселения Петровское.

## География
Расположено на берегу реки Сара в 26 км на запад от посёлка Петровское и в 47 км на юго-запад от Ростова.

## История
Местный одноглавый каменный храм построен прихожанами в 1808 году с тремя престолами: Боголюбской Пресвятой Богородицы, Корсунской Пресвятой Богородицы и св. Николая. До означенного времени здесь существовала церковь деревянная, которая была разрушена в конце XVIII века.
В конце XIX — начале XX село входило в состав Новоселко-Пеньковской волости Ростовского уезда Ярославской губернии. В 1885 году в селе было 34 дворов.
С 1929 года село входило в состав Новосельского сельсовета Ростовского района, в 1935—1959 годах — в составе Петровского района, с 1954 года — в составе Фатьяновского сельсовета (сельского округа), с 2005 года — в составе сельского поселения Петровское.

## Население
| 1859 | 1914 | 2007 | 2010 |
| ---- | ---- | ---- | ---- |
| 266  | ↗340 | ↘50  | ↘24  |

## Достопримечательности
В селе расположена действующая Церковь Боголюбской иконы Божией Матери (1808).